# Kênh Phước Xuyên
Kênh Phước Xuyên (tên khác: Sông Thông Bình) là một con kênh đổ ra Kênh Dương Văn Dương. Kênh có chiều dài 49 km. Kênh Phước Xuyên chảy qua các tỉnh Đồng Tháp, Long An.